# Шулан, Иоганн Людвиг
Иоганн Людвиг Шулан (12 ноября 1791, Дрезден — 18 июля 1861) — германский врач, историк медицины, библиограф.
С 1811 года изучал медицины в медико-хирургической академии в Дрездене, в мае 1813 года поступил в Лейпцигский университет. В апреле 1817 года, завершив обучение, стал практикующим врачом и акушером в Альтенбурге. В 1818 году получил степень доктора медицины. С 1821 года работал врачом в католической больнице св. Йозефа в Дрездене. С 1822 года начал преподавать практическую медицину в Королевской медико-хирургической академии в Дрездене, в 1823 году стал профессором теоретической медицины в этом учебном заведении и директором поликлиники при нём. В том же году стал одним из редакторов журнала Zeitschrift für Natur- und Heilkunde. В 1828 году стал также профессором практической медицины. С 1843 года до своей отставки в 1860 году был ректором академии.
С 1833 года, помимо медицинской работы, состоял также на государственной службе в Саксонии: в 1836 году получил ранг советника, а в 1846 году — тайного советника при Министерстве внутренних дел Саксонии, состоя на этой должности до своей кончины в 1861 году.

## Главные работы
- «Handbuch der Bücherkunde für die ältere Medicin etc.» (Лейпциг, 1828);
- «Die anatomische Abbildung des XV und XVI Jahrhunderts» (там же, 1843);
- «Geschichte und Bibliographie der anatom. Abbildung» (там же, 1852).